# Capote (Chile)

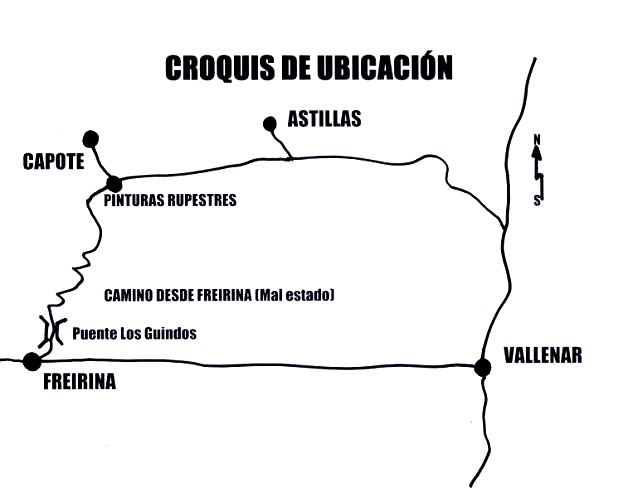
Rutas hacia Capote, desde Freirina o Vallenar

Capote (también conocido como Capote Aurífero), fue el mineral de oro más importante y renombrado de Atacama, está ubicado 35 kilómetros al norte de la ciudad de Freirina, Chile.

## Toponimia
Respecto a su etimología, se contemplan dos alternativas:
- La primera indicaba que “Capote” derivaría del nombre de un indígena que habría llegado al mineral
- La segunda explicaba que la niebla aterrizaba o “capotaba” de lleno sobre el cielo del sector, otorgándole está característica especial.

## Historia
Este centro minero fue explotado por los diaguitas, y posteriormente por el Imperio inca los que llegaron hacia 1400 a la zona del Huasco,[cita requerida] en busca del oro para su imperio. Otras fuentes, señalan incluso al mapuche Quechumanke como su descubridor. Posteriormente en 1699, fue redescubierta por un español de apellido Robles. Bajo el nombre de Reales Minas de Santa Rosa, aludiendo al antiguo nombre de Freirina, entregó una riqueza de importancia para la época.

### Sociedad Capote Aurífero de Freirina
En 1932, la familia Callejas Zamora de Freirina, encabezados por su patriarca Paulino Callejas, descubre ricas vetas de oro en Capote, cuyo auge se mantiene hasta principio de los años 1960. Esta familia construye modernas instalaciones de tratamiento de minerales, con más de 1.000 trabajadores, para lo cual la empresa Capote Aurífero construyó viviendas, centros sociales y deportivos, escuela, teatro, pulpería, consultorio, administración, etc. Según algunos historiadores este mineral llegó a tener más de 7.000 habitantes.
Fue tanto lo que ganó con Capote, que incluso -para mantener contentos a sus trabajadores- sus dueños contrataban a los elencos estelares de Colo-Colo, Universidad de Chile y Alianza de Lima, para que jugaran con el equipo de fútbol de Capote.

El mejor equipo lo tenía Capote, porque don Ramón Callejas contrataba a los mejores jugadores. Trajeron a jugar a grandes equipos, incluso cuando vino Alianza de Lima, Callejas le ofreció a su delantero, el Negro Advíncula, el triple del sueldo que ganaba, por lo que el futbolista se quedó a vivir en Capote.
Historiador Oriel Álvarez Hidalgo

Pero el fútbol no era la única forma de entretenerse en el mineral, ya que gracias a la bonanza económica llegaban a su teatro importantes compañías extranjeras que arribaban desde los puertos de Huasco y Carrizal. Además, hubo al menos cuatro grupos culturales y también, se celebraban variadas fiestas religiosas y procesiones.
Por otro lado, respecto al trabajo diario, en las faenas de Capote,

[...] y en general de las minas de aquellos años, tres oficios los fundamentales para vaciar el cerro: el Apir, el Barretero y el Herrero; a ellos, se sumaban afuera los mayordomos y cancheros. En ese entonces, las minas eran más seguras que las actuales, ya que todas eran enmaderadas y fortificadas, en el caso de capote con madera de Eucaliptos y Pino Oregón.
Historiador Alejandro Aracena

### Cierre y olvido
A pesar del auge de Capote, el mineral no siempre iba a generar las ganancias esperadas. Eso, ya que entre las décadas de 1950 y 1960 las vetas se fueron agotando y las faenas cerraban, provocando que todo un pueblo comenzara a emigrar.
Si bien muchas familias vivieron unos años más en Capote, gran parte de los trabajadores fueron reubicados en otros minerales, dejando poco a poco la ciudadela abandonada. 

[...] después de Capote, los Callejas se llevaron a su gente a trabajar a otras minas cercanas, como Cerro Blanco, Astillas y El Morado.
Historiador Alejandro Aracena

Actualmente el mineral yace olvidado en medio del desierto. A pesar de que ha habido intentos por parte de la Municipalidad de Freirina de rescatar como patrimonio turístico este lugar, la mano invisible del tiempo día a día sigue derribando las murallas que aún siguen en pie.
A partir de 1959, una vez que se agota el mineral de Capote, la Sociedad Capote Aurífero de Freirina, adquiere las pertenencias del mineral de Astillas e instala faenas y edifica una planta procesadora de minerales en este nuevo emplazamiento.

#### Pueblos fantasmas
Este mineral siempre ha estado ligado al mítico pueblo fantasma Tololo Pampa.

### Mineral de Astillas
Hacia 1956, la Sociedad Capote Aurífero de Freirina, adquiere las pertenencias de Astillas. A partir de 1959, una vez que se agota el mineral de Capote, empieza en Astillas la instalación de faenas y la edificación de una planta procesadora de minerales.
Astillas, actualmente perteneciente a la Compañía Santa Margarita, y está distante pocos kilómetros al este de Capote en la misma ruta. En él habita un solo trabajador, quien desde 1998 cuida junto a su esposa este olvidado yacimiento, ahora propiedad de la familia Luksic.

## Economía chilena
Esta faena ayudó a la economía chilena durante la crisis del salitre. Su yacimiento consistía en numerosas vetas de oro de alta ley, lo que le permitió alcanzar amplia fama y prestigio. Incluso, se dice que la primera moneda de oro de Chile, fue acuñada con oro de Capote.

## Sitio de interés
- Las Pintadas de Capote, son unas colosales rocas de variadas formas, distante a unos pocos minutos de Capote, que se convirtieron tiempo atrás, en verdaderos pizarrones donde culturas extintas dejaron sus huellas. Corresponderían a “un sitio arqueológico, registrado en el Consejo de Monumentos Nacionales, de gran importancia. Aquí hay más de 180 motivos de arte rupestre que se encuentran casi intactos, con incidencia de épocas diaguitas e incluso, más tempranas”.[6]

Estos llanos incluso fueron ocupados por los trabajadores de Capote durante los periodos de festividades patrias, donde improvisaban campamentos y peñas folklóricas, utilizando las rocas como asiento y una espectacular formación rocosa en forma de escenario, como una fonda y teatro al aire libre.

## Transporte
No es fácil acceder a las ruinas de Capote, para llegar se debe utilizar un vehículo apropiado para subir los cerros, y un buen conductor para manejar con pericia por barrancos y subidas. No obstante, el largo viaje vale la pena.